# Piper christyi
Piper christyi är en pepparväxtart som beskrevs av C. Dc.. Piper christyi ingår i släktet Piper och familjen pepparväxter. Inga underarter finns listade i Catalogue of Life.